# 威斯納鎮區 (密歇根州)
威斯納鎮區（英語：Wisner Township）是位於美國密歇根州土斯科拉縣的一個行政鎮區。

## 地方資料
威斯納鎮區的面積為66.40平方千米，當中陸地面積為50.20平方千米，而水域面積為16.30平方千米。根據2020年美國人口普查的數據，當地共有人口604人，而人口密度為每平方千米9.1人。